# Jüdischer Friedhof (Obernzenn)

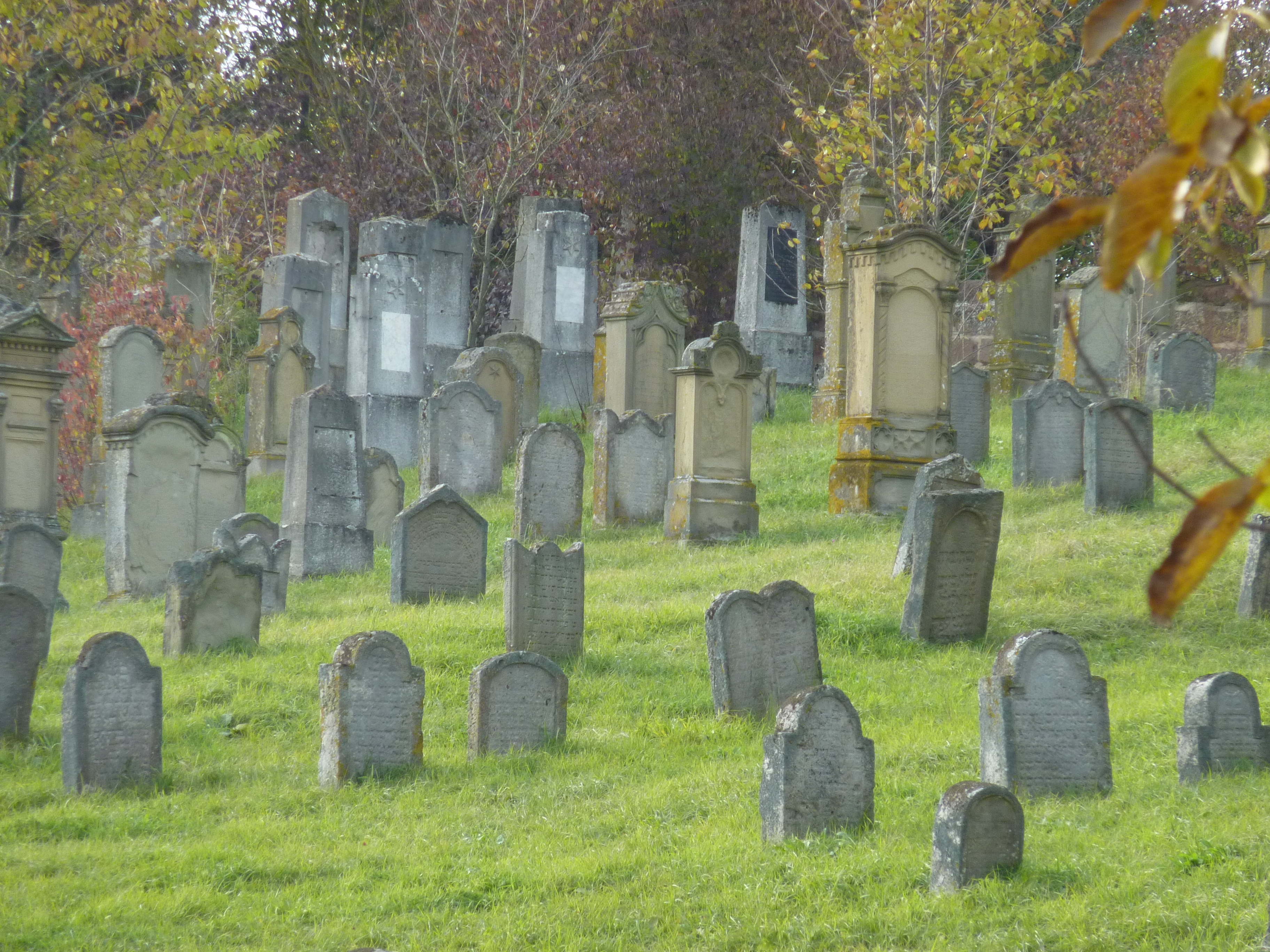
Jüdischer Friedhof Obernzenn, 2010

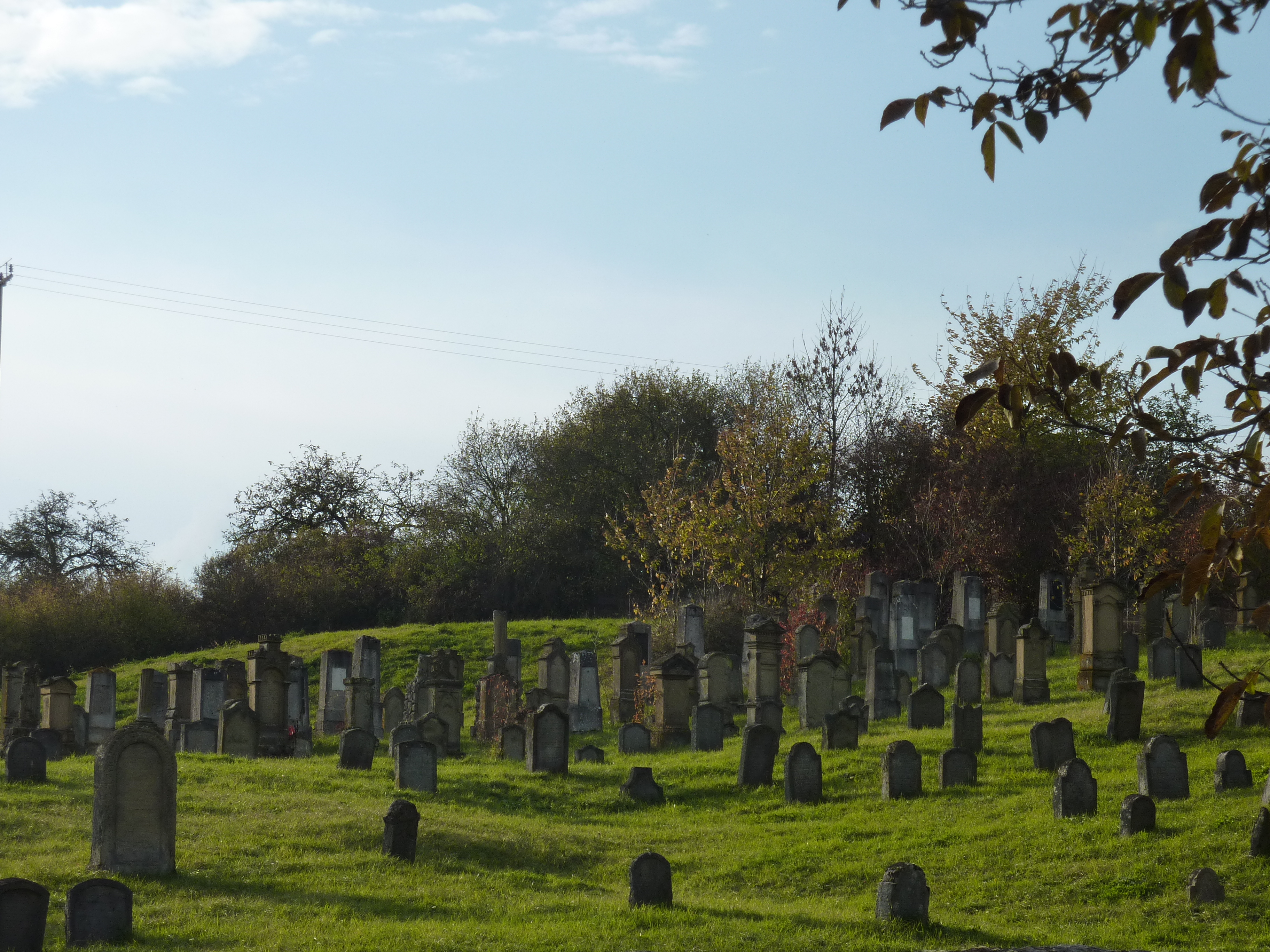
Jüdischer Friedhof Obernzenn, 2010

Der jüdische Friedhof in Obernzenn ist eine alte Begräbnisstätte. Er liegt in der Nähe der westlichen Ortsgrenze von Obernzenn an einem Hang oberhalb des Sportgeländes und des Obernzenner Sees.

## Geschichte
Wann der jüdische Friedhof in Obernzenn angelegt wurde, ist nicht sicher. Entweder stammt er schon aus dem 17. Jahrhundert, in dem sich offenbar eine jüdische Gemeinde im Ort etablierte, oder er wurde im 18. Jahrhundert eingerichtet. Der Friedhof wurde von Juden in Obernzenn und den umliegenden Ortschaften Unternzenn, Ickelheim, Lenkersheim und Kaubenheim genutzt. Nachdem in den 1850er bis 1870er Jahren zahlreiche jüdische Familien aus den Dörfern abgewandert waren, wurden vermehrt auch Personen aus Bad Windsheim auf dem Obernzenner Friedhof bestattet. Daher war bis zum Ende des 19. Jahrhunderts der Friedhof samt Taharahaus zur Hälfte Eigentum der israelitischen Gemeinde Bad Windsheim. Die andere Hälfte gehörte der Gemeinde in Egenhausen. Die letzte jüdische Einwohnerin von Obernzenn starb 1911.
Der Friedhof hat eine Fläche von 60,3 Ar. Diese Größe kam durch mehrere Erweiterungen zustande. Etwa 200 Grabsteine sind erhalten geblieben, ebenso ein Teil der Sandsteinmauer, mit der er eingefasst war. Der Rest der Mauer ist durch einen Zaun ersetzt worden. Die erhaltenen Grabsteine sind seit 2013 eingehend dokumentiert, die dort begrabenen Personen identifiziert und ihre Vernetzung in den jüdischen Gemeinden des Zenngrundes genealogisch aufgearbeitet.

## Schändungen

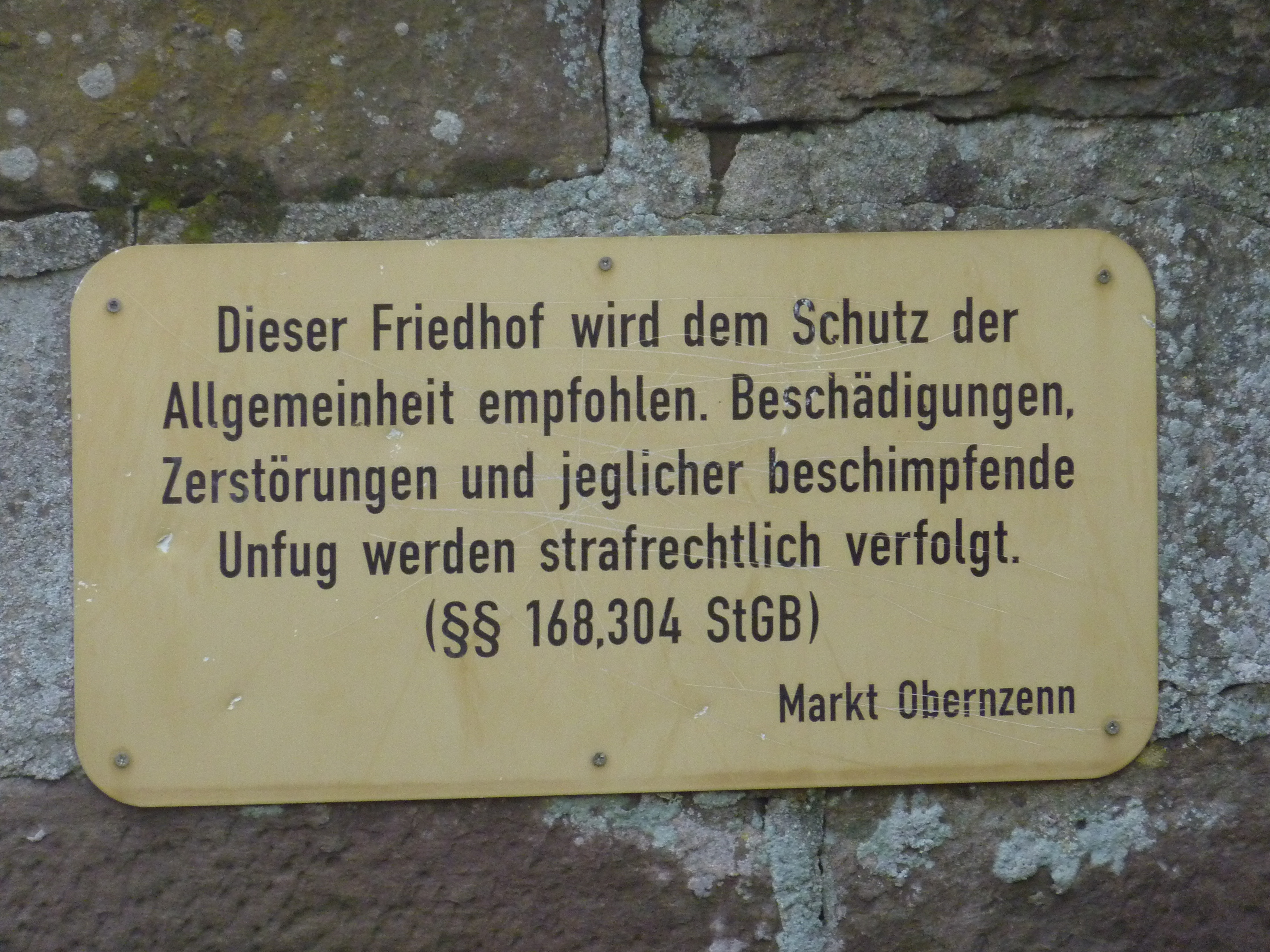
Warnschild an der Friedhofsmauer

Der Friedhof wurde mehrfach geschändet. Im Jahr 1909 wurden die beiden Friedhofstore aufgebrochen und mehrere Grabsteine umgeworfen. Ein Teil der Steine wurde auch zerstört. Weitere Zerstörungen fanden in der Zeit des Nationalsozialismus statt. In der Nachkriegszeit wurde der Friedhof vernachlässigt, so dass 1960 das Taharahaus, das links neben dem unteren Eingang stand, abgerissen werden musste. 1976 und 1979 wurden wiederum Grabsteine umgeworfen und mit Nazisymbolen beschmiert. Der Friedhof ist heute nicht mehr öffentlich zugänglich.